# Junior (film)
Junior (v anglickém originále Junior) je americká filmová komedie z roku 1994. Režisérem filmu je Ivan Reitman. Hlavní role ve filmu ztvárnili Arnold Schwarzenegger, Danny DeVito, Emma Thompson, Frank Langella a Pamela Reed.

## Ocenění
Film byl nominován na Oscara v kategorii nejlepší píseň. Získal také tři nominace na Zlatý glóbus.

## Obsazení
| Arnold Schwarzenegger | Alex Hesse     |
| Danny DeVito          | Larry Arbogast |
| Emma Thompson         | Diana Reddin   |
| Frank Langella        | Noah Banes     |
| Pamela Reed           | Angela         |
| Aida Turturro         | Louise         |
| James Eckhouse        | Ned Sneller    |
| Megan Cavanagh        | Willow         |
| Christopher Meloni    | Lanzarotta     |